# Mutukan
Mutukan là con trai đầu của Hãn Sát Hợp Đài và là cháu trai của Thành Cát Tư Hãn. Mutukan (Mö'etüken) đã bị giết bởi cuộc vây hãm ở Bamiyan vào năm 1221. Con trai của ông là Yesü Nto'a, cháu trai của Hãn Sát Hợp Đài. Yesu' Nto'a là cha của Baraq (Hãn của Sát Hợp Đài). Hãn Buraq cũng là hãn của Đông Sát Hợp Đài Hãn Quốc từ năm 1266–1271.

## Phả hệ của Hãn quốc Sát Hợp Đài
Trong Babur Nama được viết bởi Babur, Trang 19, Chương 1; mô tả phả hệ của Hãn Yunus:
| 1. Chingiz Khan 2. Chaghatai Khan 3. Mutukan 4. Yesü Nto'a 5. Ghiyas-ud-din Baraq 6. Duwa 7. Esen Buqa I | 1. Tughlugh Timur 2. Khizr Khoja 3. Muhammad Khan (Khan of Moghlustan) 4. Shir Ali Oglan 5. Uwais Khan(Vaise Khan) 6. Yunus Khan 7. Ahmad Alaq | 1. Sultan Said Khan 2. Abdurashid Khan 3. Abdul Karim Khan (Yarkand) |